# قبس ثلجي
قبس ثلجي (الاسم العلمي:Phlox nivalis) هو نوع من النباتات يتبع جنس القبس من الفصيلة البولامونيونية.